# Fourmagnac
Fourmagnac ist eine französische Gemeinde mit 176 Einwohnern (Stand 1. Januar 2022) im Département Lot in der Region Okzitanien. Sie gehört zum Arrondissement Figeac und zum Kanton Figeac-1.
Nachbargemeinden sind Saint-Bressou im Norden, Cardaillac im Osten, Camburat im Süden und Fons im Westen.

## Bevölkerungsentwicklung

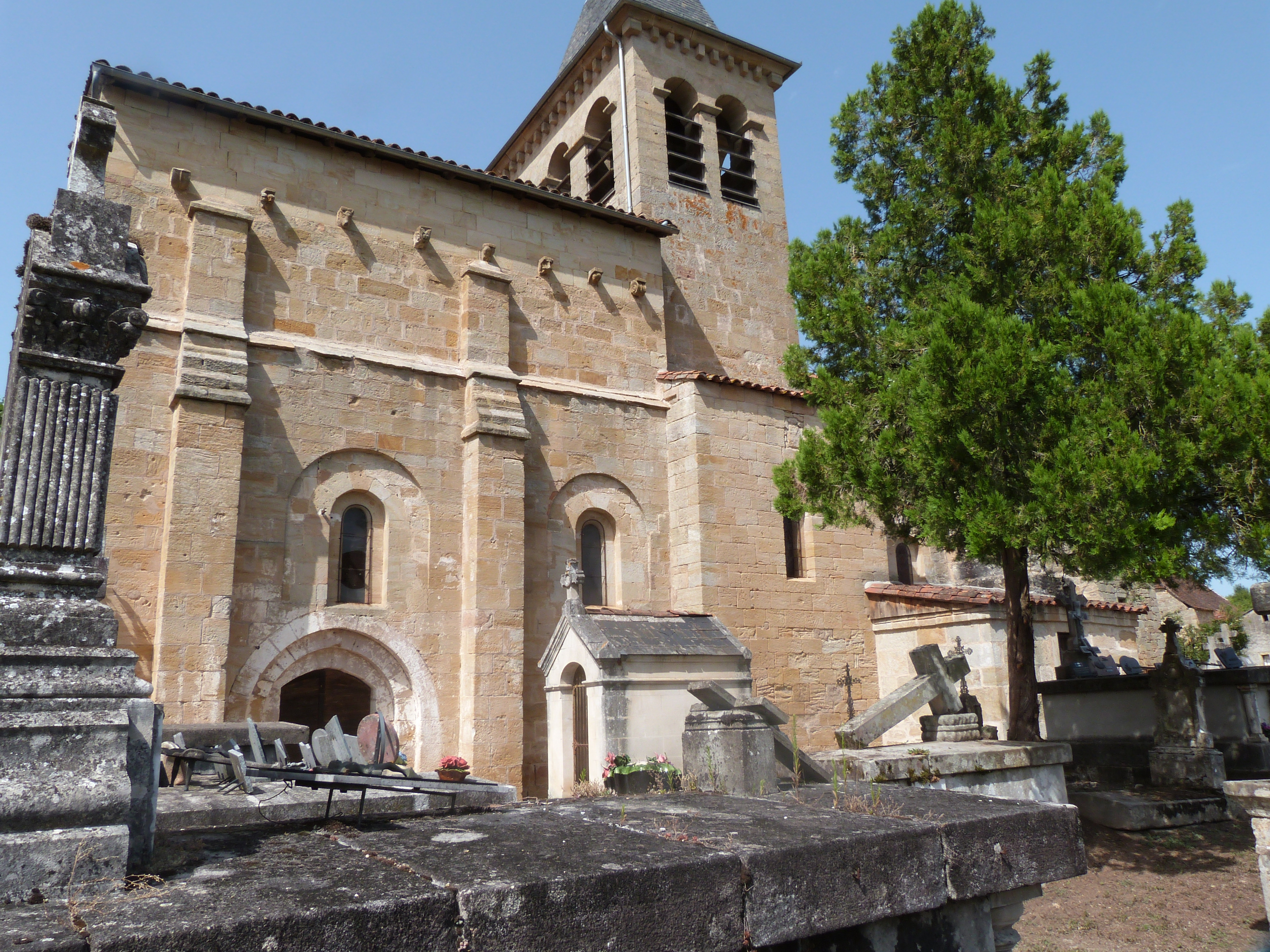
Kirche Saint-Pierre, Monument historique

| Jahr      | 1962 | 1968 | 1975 | 1982 | 1990 | 1999 | 2008 | 2018 |
| --------- | ---- | ---- | ---- | ---- | ---- | ---- | ---- | ---- |
| Einwohner | 114  | 107  | 103  | 110  | 110  | 106  | 145  | 165  |